# Ayako Okazaki
Ayako Okazaki –en japonés, 岡崎 綾子, Okazaki Ayako– (30 de noviembre de 1977) es una deportista japonesa que compitió en judo. Ganó una medalla de bronce en el Campeonato Asiático de Judo de 1999 en la categoría de –57 kg.

## Palmarés internacional
| Campeonato Asiático | Campeonato Asiático | Campeonato Asiático | Campeonato Asiático |
| Año                 | Lugar               | Medalla             | Categoría           |
| ------------------- | ------------------- | ------------------- | ------------------- |
| 1999                | Wenzhou (China)     | Medalla de bronce   | –57 kg              |